# Sorin Vlașin
Sorin Vlașin (n. 19 aprilie 1971, Săpânța, România) este un senator român, ales în 2020 din partea PSD. 